# Trójkątny kapelusz
Trójkątny kapelusz lub Trójgraniasty kapelusz (hiszp. El sombrero de tres picos, Le Tricorne) – balet komiczny w jednym akcie.
- Libretto: Gregorio Martinez Sierra, według opowiadania Pedro Antonio de Alarcóna
- muzyka: Manuel de Falla
- choreografia: Leonid Miasin
- scenografia: Pablo Picasso

Prapremiera: Londyn 22 lipca 1919, Alhambre Theatre, Balety Rosyjskie Diagilewa.

Premiera polska: Warszawa 1 października 1962, Państwowa Opera.
Osoby
- Młynarz
- Młynarka
- Burmistrz
- żona burmistrza
- młody Hiszpan, młoda Hiszpanka, służący burmistrza, policjanci, lud hiszpański